# Liste der Baudenkmale in Thomasburg
In der Liste der Baudenkmale in Thomasburg sind die Baudenkmale der niedersächsischen Gemeinde Thomasburg und ihrer Ortsteile aufgelistet. Die Quelle der Baudenkmale und der Beschreibungen ist der Denkmalatlas Niedersachsen. Der Stand der Liste ist der 29. Januar 2023.

## Allgemein
In den Spalten befinden sich folgende Informationen:
- Lage: die Adresse des Baudenkmales und die geographischen Koordinaten. Kartenansicht, um Koordinaten zu setzen. In der Kartenansicht sind Baudenkmale ohne Koordinaten mit einem roten Marker dargestellt und können in der Karte gesetzt werden. Baudenkmale ohne Bild sind mit einem blauen Marker gekennzeichnet, Baudenkmale mit Bild mit einem grünen Marker.
- Bezeichnung: Bezeichnung des Baudenkmales
- Beschreibung: die Beschreibung des Baudenkmales. Unter § 3 Abs. 2 NDSchG werden Einzeldenkmale und unter § 3 Abs. 3 NDSchG Gruppen baulicher Anlagen und deren Bestandteile ausgewiesen.
- ID: die Objekt-ID des Baudenkmales
- Bild: ein Bild des Baudenkmales, ggf. zusätzlich mit einem Link zu weiteren Fotos des Baudenkmals im Medienarchiv Wikimedia Commons. Wenn man auf das Kamerasymbol klickt, können Fotos zu Baudenkmalen aus dieser Liste hochgeladen werden:

## Thomasburg

### Gruppe: Ortskern
Die Gruppe hat die ID 34327755. Ortskern mit Burgberg und Bebauung. Thomasburg ist ein Haufendorf, am Ostrand der Niederung der Neetze gelegen. Die Erschließung der Hofanlagen erfolgt über den Kirchring. Der Burgberg mit der Kirche dominiert die Ortsansicht. Die Hofanlagen besitzen in der Regel ein unmittelbar traufständig an der Straße stehendes Wohn-/Wirtschaftsgebäude. Die Nebengebäude sind neben oder hinter ihnen angeordnet.
| Lage                                     | Bezeichnung               | Beschreibung | ID       | Bild           |
| ---------------------------------------- | ------------------------- | --- | -------- | -------------- |
| Im Winkel 4 53° 13′ 59″ N, 10° 39′ 27″ O | Wohn-/ Wirtschaftsgebäude | Traufständiger, eingeschossiger Fachwerkbau in Zweiständerbauweise mit Backsteinausfachung unter Halbwalmdach in Ziegeldeckung. Wohnteil erweitert und dabei Fachwerk zum Teil in Backstein ersetzt. Bauinschrift über dem Dielentor. Errichtet 1832(i). | 28834882 | BW             |
| Im Winkel 6 53° 13′ 59″ N, 10° 39′ 24″ O | Wohn-/ Wirtschaftsgebäude | Giebelständiger, eingeschossiger Fachwerkbau mit Backsteinausfachung in Zweiständerbauweise. Bis auf den Wirtschaftsgiebel massiv erneuert. Bauinschrift am Wirtschaftsgiebel. Errichtet 1825(i). | 28834785 | BW             |
| Kirchberg 53° 13′ 52″ N, 10° 39′ 30″ O   | Kirche                    | Die Peter-und-Paul-Kirche Thomasburg ist eine Saalkirche aus Feldstein mit Westturm aus Backstein über Steinquadersockel unter Zeltdach. In Material und Form angepasste Erweiterung im Osten und Norden durch eingezogenen Chor mit 5/8-Schluss, Sakristei und seitlichem Anbau mit Eingang. Alle Dächer in Hohlpfannendeckung. Im Ursprung romanischer Saalbau. Im Westen tw. Abriss des Saals zum Bau eines Rundturm. Umbau dieses zu einem Turm über quadratischen Umriss. 1621 Teileinsturz des Saalbaus und 1644 Wiederaufbau unter zusätzlicher Verwendung von Backstein. 1909–08 Erweiterungsbauten sowie Neugestaltung des Innenraums mit Emporen durch Architekten Wilhelm Matthies, Bardowick. | 28835236 | Weitere Bilder |
| Kirchberg 53° 13′ 53″ N, 10° 39′ 30″ O   | Berg                      | Die ovale Burgfläche von 120 × 90 m Größe ist im Süden, Westen und Nordwesten durch steile Böschungen geschützt. Im Osten durch Abschnittswall mit vorgelagertem Graben befestigt. Wall ist auf ca. 120 m Länge und dabei bis 25 m breit und 7 m hoch erhalten. Streckenweise durch jüngere Bautätigkeiten gestört. Auf dem Burgberg stehen Kirche, Küster/Schulhaus und Kriegerdenkmal. | 28835046 | BW             |
| Kirchberg 53° 13′ 53″ N, 10° 39′ 31″ O   | Kriegerdenkmal            | | 28835027 | BW             |
| Kirchberg 1 53° 13′ 53″ N, 10° 39′ 28″ O | Wohn-/ Wirtschaftsgebäude | Fachwerkbau über T-förmigem Grundriss mit älterem Wirtschaftsteil in Zweiständerbauweise im Nordosten und jüngerem quergelagerten Wohn- und Schultrakt im Südwesten unter Halbwalmdächer in Ziegel- und Faserzementrautendeckung. Backsteinausfachung mit weiß gestrichenen Gefachen. Am Wirtschaftsgiebel Spruchinschrift. Errichtet zweite Hälfte 19. Jh. | 28835006 | BW             |
| Kirchring 1 53° 13′ 54″ N, 10° 39′ 31″ O | Wohnhaus                  | Wohnhaus mit Werkstatt. Eingeschossiger Fachwerkbau auf Feldsteinsockel unter Halbwalmdach in Hohlpfannendeckung. In Mitte der Nordwestseite zur Straße risalitartiger, zweigeschossiger, im unteren Bereich verglaster Eingangsvorbau unter Satteldach. Auf Südostseite mittig Schleppgaube. Errichtet etwa 1890. | 28834804 | BW             |
| Kirchring 3 53° 13′ 55″ N, 10° 39′ 29″ O | Wohn-/ Wirtschaftsgebäude | Backsteinbau mit etwa mittiger Querdieleneinfahrt unter Halbwalmdach in Hohlpfannendeckung. Zweiachsiges Zwerchhaus mit Fluggespärre. Fassade mit Segmentbogenfenster durch Lisenen, Gesimse und Ortgangtreppengesims gegliedert. Bauinschrift an der Hauseingangsstufe. Errichtet 1869(i). | 28834990 | BW             |
| Kirchring 4 53° 13′ 58″ N, 10° 39′ 26″ O | Wohn-/ Wirtschaftsgebäude | Traufständiger, eingeschossiger Backsteinbau unter Halbwalmdach in Hohlpfannendeckung. Repräsentative Haustür mit Baujahr in Oberlicht sowie Tor zu Querdiele auf Südseite, Stalltüren am Ostgiebel. Errichtet 1912(i). | 28834766 | BW             |
| Kirchring 6 53° 13′ 58″ N, 10° 39′ 23″ O | Gaststätte                | Gebäude zusammengesetzt aus Wirtschaftsteil mit Quereinfahrt aus Fachwerk auf Backsteinsockel mit weiß verputzten Ausfachungen unter Halbwalmdach in Hohlpfannendeckung; errichtet zweite Hälfte 19. Jh. Gegen 1910 als Gaststube umgebaut und ein DG mit Gastzimmern und Zwerchgiebel aufgesetzt. Anstelle des alten Wohnteils ist zweigeschossiger Backsteinbau mit unter gewalmten Mansarddach als Gast- und Wohnhaus errichtet worden. Mittiger Eingang mit dekorativ gestalteten Tür und Freitreppe. Im alten Hofraum weiterer Backsteinbau angefügt (Saalbau?). | 28834824 | BW             |
| Kirchring 7 53° 13′ 57″ N, 10° 39′ 25″ O | Wohn-/ Wirtschaftsgebäude | | 28834863 | BW             |
| Kirchring 8 53° 13′ 57″ N, 10° 39′ 19″ O | Wohnhaus                  | Traufständiger eingeschossiger Fachwerkbau auf Steinquadersockel mit Backsteinausfachungen unter Halbwalmdach. Errichtet 1831. Umbau zum Schützenhaus mit quergelagertem Saaleinbau im DG durch Errichten eines Zwerchhauses nach Süden und Anbau eines zweigeschossigen Backsteinrisalits nach Norden unter Satteldach in Doppelmuldenfalzziegeldeckung. Errichtet 1912. | 28834843 | BW             |
| Kirchring 8 53° 13′ 56″ N, 10° 39′ 18″ O | Wassermühle               | Traufständiger zweigeschossiger Fachwerkbau mit Backsteinausfachungen und Ladegiebel unter Satteldach in Hohlpfannendeckung. Von der Neetze angetriebene Turbine, zwei Walzenstühle, eine Hammermühle und Lastenaufzug. Errichtet 1839, Aufstockung 1925. | 28835380 | BW             |
| Kirchring 9 53° 13′ 56″ N, 10° 39′ 21″ O | Stall                     | Langgestreckter Fachwerkbau mit Backsteinausfachung unter Halbwalmdach in Hohlpfannendeckung. Auf Hofseite Dachhäuschen mit Ladeluke. Errichtet zweite Hälfte 19. Jh. | 28834958 | BW             |

### Gruppe: Kirchring 5
Die Gruppe hat die ID 47022145. Hofanlage mit Wohn-/ Wirtschaftsgebäude, Scheune und Schweinestall. Durch Feldsteinmauer zur Straße begrenzt. Das Wohn-/Wirtschaftsgebäude traufständig zur Straße, die Scheune giebelständig. Dazwischen Zufahrt auf Wirtschaftshof. Im Südwesten durch traufständigen Schweinestall begrenzt.

| Lage                         | Bezeichnung               | Beschreibung | ID       | Bild |
| ---------------------------- | ------------------------- | --- | -------- | ---- |
| 53° 13′ 57″ N, 10° 39′ 28″ O | Wohn-/ Wirtschaftsgebäude | Traufständiger, eingeschossiger Fachwerkbau in Zweiständerbauweise auf Feldsteinsockel unter Halbwalmdach in Hohlpfannendeckung. Wandständer am Wirtschaftsgiebel durchgängig und mit Ringband und Fußstreben. Bauinschrift am Torsturz. Errichtet 1773(i). Wohnteil neu errichtet mit Zwerchhaus über Eingang im Flett. Bauinschrift am Wohngiebel. 1867(i). | 28834939 | BW   |
| 53° 13′ 56″ N, 10° 39′ 27″ O | Stall                     | Eingeschossiger Backsteinbau unter Satteldach in Hohlpfannendeckung. Auf Traufseite Zwerchhaus mit Aufzugsluke. Errichtet gegen 1880. | 28834901 | BW   |
| 53° 13′ 56″ N, 10° 39′ 29″ O | Scheune                   | Backsteinbau unter Halbwalmdach ursprünglich in Weichdeckung. Ausmittige Längseinfahrt. Bauinschrift über Tor an Langseite. Errichtet 1864(i). | 28834920 | BW   |

### Gruppe: Zum Bauernholz 2
Die Gruppe hat die ID 47022145. Hofanlage mit Wohn-/ Wirtschaftsgebäude, Schafstall und Schweinestall in leichter Hanglage, so dass die Gebäude traufständig entlang der Hangkante bzw. Straße gereiht wurden. Laubbaumbestand.

| Lage                                         | Bezeichnung               | Beschreibung | ID       | Bild |
| -------------------------------------------- | ------------------------- | --- | -------- | ---- |
| Zum Bauernholz 2 53° 14′ 1″ N, 10° 39′ 28″ O | Wohn-/ Wirtschaftsgebäude | Traufständiger, eingeschossiger Fachwerkbau in Vierständerbauweise auf Steinquadersockel mit Backsteinausfachung unter Halbwalmdach in roter Hohlpfannendeckung. Errichtet Mitte 19. Jh.                  | 28835102 | BW   |
| Zum Bauernholz 2 53° 14′ 0″ N, 10° 39′ 28″ O | Stall                     | Traufständiger Fachwerkbau mit Backsteinausfachung unter Satteldach in roter Hohlpfannendeckung. Errichtet gegen 1900. Nach Osten Ergänzung in Backstein als Futterküche. Errichtet 1930.                 | 28835066 | BW   |
| Zum Bauernholz 2 53° 14′ 1″ N, 10° 39′ 30″ O | Stall                     | Doppelschafstall. Traufständiger Fachwerkbau auf hohem geputztem Backsteinsockel mit Backsteinausfachungen unter Halbwalmdach in roter Hohlpfannendeckung. Zwei Tore im Ostgiebel. Errichtet Ende 18. Jh. | 28835084 | BW   |

### Einzelbaudenkmale
| Lage                                         | Bezeichnung               | Beschreibung | ID       | Bild |
| -------------------------------------------- | ------------------------- | --- | -------- | ---- |
| Am Wipfelberg 4 53° 13′ 57″ N, 10° 39′ 36″ O | Wohnhaus                  | Traufständiger, über Futtermauer erhöht gelegener, eingeschossiger Fachwerkbau über Steinquadersockel mit ausgebautem Drempelgeschoss aus Fachwerk unter Krüppelwalmdach in Ziegelpfannendeckung. Ausfachungen verputzt und weiß gestrichen. Eingang auf Traufseite durch Zwerchhaus mit Fluggespärre betont. Errichtet 1906(i).                                                                        | 28834709 | BW   |
| Dannhopweg 4 53° 14′ 1″ N, 10° 39′ 40″ O     | Wohn-/ Wirtschaftsgebäude | Traufständiger, eingeschossiger Fachwerkbau in Zweiständerbauweise mit Backsteinausfachungen auf Feldsteinsockel unter Halbwalmdach. Bauinschrift über dem Dielentor. Errichtet 1830(i). Nach Westen neuerer in Fachwerk mit Backsteinausfachungen unter Halbwalmdach in Hohlpfannendeckung angesetzt. Es überragt in Breite und Höhe den alten Teil. Dekorative Hauseingangstür. Errichtet gegen 1880. | 28834747 | BW   |
| Dannhopweg 7 53° 14′ 0″ N, 10° 39′ 41″ O     | Wohn-/ Wirtschaftsgebäude | Giebelständiger Fachwerkbau in Zweiständerbauweise auf Feldsteinsockel mit Backsteinausfachung unter Halbwalmdach in Reetdeckung. Errichtet gegen 1780. | 28834728 | BW   |

## Bavendorf

### Einzelbaudenkmale
| Lage                                               | Bezeichnung               | Beschreibung | ID       | Bild |
| -------------------------------------------------- | ------------------------- | --- | -------- | ---- |
| Alte Heerstraße 26/28 53° 11′ 48″ N, 10° 38′ 24″ O | Wohn-/ Wirtschaftsgebäude | Eingeschossiger Fachwerkbau in Zweiständerbauweise über Steinquadersockel unter Halbwalmdach in Hohlpfannen- bzw. Faserzementrautendeckung. Breites Zwerchhaus über straßenseitigen Eingang. Bauinschrift über dem Dielentor. Errichtet 1850(i). | 28834690 | BW   |

## Radenbeck

### Einzelbaudenkmale
| Lage                                                | Bezeichnung               | Beschreibung | ID       | Bild |
| --------------------------------------------------- | ------------------------- | --- | -------- | ---- |
| Am Mausethal 1 53° 13′ 22″ N, 10° 37′ 36″ O         | Wohn-/ Wirtschaftsgebäude | Giebelständiger, eingeschossiger Fachwerkbau in Zweiständerbauweise mit Backsteinausfachungen auf Backsteinsockel unter Halbwalmdach in Hohlpfannendeckung. Wirtschaftsgiebel mit paarweise angesetzten Streben. Bauinschrift am Torsturz (möglicherweise Zweitverwendung). Errichtet 1743(i). | 28834671 | BW   |
| Am Mausethal 2 53° 13′ 18″ N, 10° 37′ 38″ O         | Wohn-/ Wirtschaftsgebäude | Traufständiger, eingeschossiger Fachwerkbau auf Feldsteinsockel mit Backsteinausfachung unter Halbwalmdach in Reetdeckung. Schmaler Wirtschaftsteil mit Querdiele und zwei Wohnungen mit seitlichen Zugang. Errichtet in der zweiten Hälfte des 19. Jahrhunderts. | 28835217 | BW   |
| Am Mausethal 3 53° 13′ 21″ N, 10° 37′ 35″ O         | Wohn-/ Wirtschaftsgebäude | Giebelständiger, eingeschossiger Fachwerkbau in Zweiständerbauweise mit Backsteinausfachungen auf Hausteinsockel unter Halbwalmdach in Faserzementplattendeckung. Der Wirtschaftsgiebel zeigt gleichmäßige Anordnung von Kopf- und Fußbändern an der Giebelschwelle und im Giebeltrapez sowie Fußstreben jeweils in den drei Feldern rechts und links des Dielentores. Bauinschrift am Wirtschaftsgiebel. Errichtet 1806(i).         | 28834614 | BW   |
| Am Mausethal 7 53° 13′ 18″ N, 10° 37′ 29″ O         | Wohn-/ Wirtschaftsgebäude | Traufständiger, eingeschossiger Backsteinbau auf niedrigem Sockel unter Halbwalmdach in Hohlpfannendeckung. Straßenfront mit annähernd mittigem dreiachsigem und zweigeschossigem Eingangsrisalit mit Dreiecksgiebel. Baukörper aus roten Ziegen durch gelb abgesetzte Lisenen, Gesimse und Ortgangtreppengesimse gegliedert. Fenster und Türen mit Stichbogenstürzen, Dielentor an Nordseite unter Korbbogen. Errichtet gegen 1870. | 28834576 | BW   |
| Am Mausethal 9 53° 13′ 17″ N, 10° 37′ 28″ O         | Wohn-/ Wirtschaftsgebäude | Eingeschossiger Fachwerkbau in Zweiständerbauweise auf Feldsteinsockel mit Backsteinausfachung unter Halbwalmdach in Reetdeckung. Beide Giebel mit durchschießenden Ständern ohne die Höhe der Dielenbalkenlage durch Riegel anzudeuten; die Hillenbalken sind eingehälst. Bauinschrift auf den Torsturz. Errichtet 1781(i). Fachwerkanbau am Wohngiebel. Stallanbau aus Backstein an der Nordostecke.                               | 28834595 | BW   |
| Thomasburger Straße 13 53° 13′ 20″ N, 10° 37′ 45″ O | Wohn-/ Wirtschaftsgebäude | | 28834633 | BW   |

## Wennekath

### Gruppe: Mühlenhof Wennekath
Die Gruppe hat die ID: 34325391. Mühlengehöft mit Wassermühle und Mühlenteich sowie Schafstall und Scheune/Stall-Gebäude. Mühle steht direkt am Übergang der Straße über den Mausetalbach. Der Mühlenteich liegt im Süden. Alter Eichenbestand, entlang des Mausetalbachs reicher Erlenbestand.

| Lage                                      | Bezeichnung | Beschreibung | ID       | Bild |
| ----------------------------------------- | ----------- | --- | -------- | ---- |
| Wennekath 4 53° 14′ 16″ N, 10° 37′ 48″ O  | Stall       | Fachwerkbau mit Backstein- und Lehmgefachen in Wandständerbauweise unter Walmdach ursprünglich in Reetdeckung. Zwei Tore an der Langseite. Errichtet wahrscheinlich im 18. Jahrhundert.                                                                                           | 28835316 | BW   |
| Wennekath 4 53° 14′ 15″ N, 10° 37′ 48″ O  | Stall       | Langgestreckter Fachwerkbau über Feldsteinsockel mit Backsteinausfachung unter Halbwalmdach in Hohlpfannendeckung. Ursprüngliche Längsdurchfahrt. Nachträglich zum Stall umgebaut. Bauinschrift auf der nördlichen Giebelschwelle. Errichtet 1768, umgebaut zweite Hälfte 19. Jh. | 28835333 | BW   |
| Wennekath 4a 53° 14′ 14″ N, 10° 37′ 48″ O | Mühle       | Fachwerkbau mit Backsteinausfachung unter Halbwalmdach in Ziegeldeckung. Eingehälsten Deckenbalken und Kopfstrebenpaare. Der Westgiebel in Backstein. Rekonstruiertes Wasserrad und originales Mahlwerk vorhanden. Errichtet vermutlich 18. Jh.                                   | 28835281 | BW   |
| Wennekath 4a 53° 14′ 12″ N, 10° 37′ 46″ O | Mühlenteich | Mühlenteich der Wassermühle Wennekath liegt dem Mühlengebäude gegenüber. Es wurde vermutlich zusammen mit der Wassermühle des Gehöftes im 18. Jh. angelegt. Heute verlandet. | 28835397 | BW   |

### Einzelbaudenkmale
| Lage                                      | Bezeichnung               | Beschreibung | ID       | Bild |
| ----------------------------------------- | ------------------------- | --- | -------- | ---- |
| Wennekath 1 53° 14′ 14″ N, 10° 37′ 31″ O  | Wohn-/ Wirtschaftsgebäude | Zweigeschossiger Backsteinbau auf Steinquadersockel, zusammengesetzt aus niedrigeren Wirtschaftsteil mit Querdiele im Norden und quer vorgelagertem Wohnteil im Süden, beides ursprünglich unter Halbwalmdächer in Zementplatten- bzw. Hohlpfannendeckung. Wirtschaftsteil mit hohem Fachwerkdrempel mit verputzten Gefachen. Wohnteil mit symmetrischem Aufriss und verputztem, weiß gestrichenem Drempelgeschoss. Fassaden gegliedert durch die Rahmung der Fenster, Zierfriese mit Kacheln und gemusterte Ziegelsetzungen. Repräsentativ gestaltete Hauptfassade mit Eingangsloggia, vorgelegter geschwungener Freitreppe und Balustrade sowie einem hohes Zwerchhaus. Eingefriedet von schmiedeeiserner Zaun auf Feldsteinsockel. Bauinschrift auf der Glastafel über dem Eingang. Errichtet 1909(i). | 28835162 | BW   |
| Wennekath 3a 53° 14′ 10″ N, 10° 37′ 35″ O | Wohn-/ Wirtschaftsgebäude | Landarbeiter-Doppelhaus | 28835141 | BW   |
| Wennekath 3a 53° 14′ 10″ N, 10° 37′ 36″ O | Stall                     | | 28835122 | BW   |